# Klášter São Vicente de Fora
Kostel a klášter São Vicente de Fora v Lisabonu (v překladu z portugalštiny „klášter sv. Vincenta za hradbami“, je manýristický, původně románský komplex sakrálních budov v Lisabonu. 

## Historie
První klášter zde byl založen roku 1147 jako augustiniánský klášter králem Alfonsem I. Ležel mimo městské hradby a byl zasvěcen svatému Vincenci ze Zaragozy, patronovi Lisabonu. 
Za panování Filipa II. Španělského (v Portugalsku Filip I.) získal kostel i klášter svou dnešní podobu.
Panteon rodu Bragança v klášteře je nejvýznamnější pohřebiště portugalského královského rodu Braganzů. V Panteão dos Patriarcas de Lisboa byli pochováni lisabonští patriarchové.